# Erinnerungskreuz für 1814–1815 (Schwarzburg-Rudolstadt)
Das Erinnerungskreuz für 1814–1815 wurde am 2. Juni 1816 durch Fürst  Friedrich Günther von Schwarzburg-Rudolstadt gestiftet. Es war als Ehrenzeichen zur Verleihung an Militärpersonen des rudolstädtischen Bundeskontingents vorgesehen, die am Krieg gegen Frankreich teilgenommen und sich dabei tadelfrei bewährt hatten.

## Aussehen
Die Auszeichnung ist ein aus Silber gefertigtes Tatzenkreuz, zwischen dessen Kreuzarmen ein Lorbeerkranz verläuft. Im Avers ist auf den Kreuzarmen die mehrzeilige Inschrift Schwarzburgs braven Kriegern für Deutschlands Befreiung zu lesen. Das Revers zeitig mittig die beiden Jahresjahren 1814 1815.

## Trageweise
Getragen wurden die Auszeichnung an einem hellblauen Band mit weißen Randstreifen auf der linken Brustseite. 